# Los Romeros
Los Romeros sind ein spanisch-amerikanisches Gitarren-Ensemble. Gründer des seit 1960 bestehenden Quartetts war Celedonio Romero (1913–1996), der die Formation zunächst mit seinen Söhnen Celin Romero, Pepe Romero und Angel Romero bildete. Seit 1990 bzw. 1996 gehören mit Celino Romero (für Angel Romero) und Lito Romero (für Celedonio Romero) Angehörige der Enkel-Generation als Mitglieder zum Ensemble.

## Geschichte und Bedeutung
Zunächst in Málaga beheimatet wanderte Celedonio Romero, um international auftreten zu können, mit seiner Familie aus dem Spanien der Franco-Diktatur 1957 nach Kalifornien aus. Dort formierte er das Quartett mit seinen Söhnen, denen er schon im frühesten Alter das Gitarrenspiel beigebracht hatte. Das Ensemble trug viel dazu bei, die spanische Gitarre und ihr Repertoire weltweit zu popularisieren. Nach der ersten Konzertreise des Quartetts durch die Vereinigten Staaten 1961 gelang es ihnen, in der Ed Sullivan Show, in der Carnegie Hall und in der Hollywood Bowl aufzutreten.
In den USA hatten die Romeros Auftritte mit verschiedenen Symphonieorchestern: dem Boston Symphony Orchestra, dem Cleveland und dem Chicago Symphony Orchestra, dem Philadelphia Orchestra, sowie weiteren in Los Angeles (unter Morton Gould), San Francisco, Pittsburgh und Detroit. Weitere Kooperationen fanden mit dem Louisiana Philharmonic Orchestra, den Philadelphia Chamber Soloists und dem San Diego Chamber Orchestra statt. Zu ihren gemeinsamen Auftritten kamen auch Solo- und Duo-Darbietungen der Romeros.
König Juan Carlos schlug im Jahr 2000 die Romero-Brüder Celin und Pepe zu Rittern des Ordens Isabel la Catolica.

## Repertoire
Los Romeros spielen vor allem klassische Gitarrenarrangements. Das Innovative an den Romeros war bereits zu Beginn ihrer Karriere, dass sie zunächst ein klassisches Repertoire spielten und dann einige Flamencos spielten, was das Publikum insbesondere in Nordamerika schätzte, wo es eine gute Formel war, Seriosität und Vergnügliches in einem Konzert zu verbinden.
Orchestrale Unterstützung für CD-Einspielungen erhielten sie u. a. durch das Orchester der Academy of St Martin in the Fields unter Neville Marriner. Sie spielen Antonio Vivaldi, Joaquín Rodrigo, Federico Moreno Torroba, Georges Bizet, Manuel de Falla, Enrique Granados, Domenico Scarlatti und andere Komponisten, wie auch Eigenkompositionen von Celedonio Romero.  Komponisten wie Joaquín Rodrigo, Federico Moreno Torroba und Francisco de Madina haben für das Ensemble Werke geschrieben; weiterhin haben sie mit mehreren amerikanischen Komponisten zusammengearbeitet, etwa mit Morton Gould, der für sie und das San Diego Symphony Orchestra in den späten 1960er Jahren die Troubadour Music verfasst hat.

## Diskografie (Auswahl)
- 1962 Romeros. The Royal Family of the Spanish Guitar, Mercury Living Presence (USA)
- 1965 Ein Gitarrenfest mit Los Romeros, Phonogram (Hamburg)
- 1968 Antonio Vivaldi – Konzerte für eine, zwei und vier Gitarren, Phonogram (Hamburg)
- 1974 Die Könige der spanischen Gitarre, Phonogram
- 1976 Ein Gitarrenfest mit den Romeros, Phonogram
- 1977 Los Romeros spielen klassische Kompositionen für vier Gitarren, Phonogram
- 1977 Gitarre Barock, Phonogram
- 1977 Flamenco, Fandango, Folklore, Phonogram
- 1978 Los Romeros – Die Könige der klassischen Gitarre, Phonogram
- 1979 Joaquín Rodrigo: Concerto Madrigal – Concerto Andaluz (mit Academy of St Martin in the Fields), Phonogram
- 1980 Hi-Fi-Gitarre, Phonogram
- 1990 Antonio Vivaldi: Guitar Concertos (mit Academy of St Martin in the Fields)
- 1993 Antonio Vivaldi: Gitarrenkonzerte, Polygram
- 1994 Klassik-Hits / Vol. 2
- 1995 Spanish guitar favourites, Polygram
- 1996 You are there / Vol. 2
- 1996 Joaquin Rodrigo: Concerto de Aranjuez and Concierto andaluz, Polygram
- 1997 The Royal Family of the Spanish Guitar, Universal Classics, Jazz & Family
- 1999 Gitarren-Festival, Universal Music (Hamburg)
- 2002 Lorenzo Palomo: Concierto de Cienfuegos (Rafael Frühbeck de Burgos dirigiert das Sinfonieorchester Sevilla)
- 2003 Essential guitar, Universal Music Entertainment (Berlin)
- 2005 The Rodrigo Collection (mit Academy of St Martin in the Fields)
- 2007 Los Romeros Anniversary Album
- 2009 Celebration, Sony Music Entertainment (München)